# 古永
古永（法語：Gouillons，法語發音：[ɡujɔ̃]）是法国厄尔-卢瓦省的一个市镇，属于沙特尔区。该市镇总面积12.04平方公里，2009年时的人口为343人。

## 人口
古永人口变化图示